# Albrecht Lehmann
Albrecht Lehmann (* 16. Oktober 1939 in Lauban) ist ein deutscher Volkskundler und Erzählforscher.

## Werdegang
Sein Studium der Volkskunde, Soziologie, Pädagogik und Geschichte an der Universität Göttingen schloss er 1975 mit der Promotion ab. Die Dissertation war eine Arbeit zur volkskundlichen Gemeindeforschung über ein niedersächsisches Dorf. 1981 folgte seine Habilitation mit dem Werk Erzählstruktur und Lebenslauf. Autobiographische Untersuchungen. 1983 erhielt er eine Professur am Institut für Volkskunde der Universität Hamburg. Ab 1992 war er Inhaber des dortigen Lehrstuhls. 2005 wurde er hier emeritiert.
Seine Forschungsschwerpunkte liegen in der Biographie-, der Erzählforschung als Bewusstseinsanalyse sowie in der zeitgeschichtlichen Mentalitätsforschung und bei der mentalitätsgeschichtlichen Analyse des Natur- und Umweltbewusstseins. Lehmann gehört zum Herausgebergremium der Fachzeitschrift BIOS.

## Aktivitäten
Auf Einladung der Japanischen Gesellschaft für Volkskunde, der Universität Tokio und der Japan Society for the Promotion of Science hielt Albrecht Lehmann, Institut für Volkskunde/Kulturanthropologie der Universität Hamburg, auf einer dreiwöchigen Reise im September 2010 Vorträge zu den Themen „Naturmystifikation und Umweltaktivismus“ und zu Fragestellungen und Methoden einer „Erzählforschung als Bewusstseinsanalyse“ an verschiedenen Universitäten in Tokio und Kobe sowie am National Museum of Ethnology in Osaka.

## Publikationen
- Das Leben in einem Arbeiterdorf. Eine empirische Untersuchung über die Lebensverhältnisse von Arbeitern. Stuttgart 1976.
- Erzählstruktur und Lebenslauf. Autobiographische Untersuchungen. Frankfurt am Main, New York 1983.
- Gefangenschaft und Heimkehr. Deutsche Kriegsgefangene in der Sowjetunion. München 1986.
- Im Fremden ungewollt zuhaus. Flüchtlinge und Vertriebene in Westdeutschland 1945–1990. München 1993.
- Von Menschen und Bäumen. Die Deutschen und ihr Wald. Reinbek 1999 (Übersetzung ins Japanische).
- Reden über Erfahrung. Kulturwissenschaftliche Bewusstseinsanalyse des Erzählens. Berlin 2007.